# Geert Lotsij
Gerhard Oswald "Geert" Lotsij (født 13. januar 1878, død 29. juni 1959) var en hollandsk roer fra Dordrecht, bror til Paul Lotsij.
Lotsij deltog ved OL 1900 i Paris, hvor han var del af den hollandske firer med styrmand. Båden vandt sit indledende heat og var dermed kvalificeret til finalen. Efter en del kontroverser og to afholdte finaleløb vandt hollænderne sølv efter en tysk båd. Bådens øvrige besætning var hans lillebror Paul Lotsij, Coenraad Hiebendaal, Johannes Terwogt og styrmand Hermanus Brockmann.
Geert Lotsij blev uddannet læge.

## OL-medaljer
- 1900:  Sølv i firer med styrmand